# Varhan Orchestrovič Bauer
Varhan Bauer (* 21. ledna 1969 Praha) je český hudební skladatel, dirigent, aranžér a hudebník, který se řadí mezi výrazné hudební osobnosti u nás i ve světě. Je autorem hudby k filmu Miloše Formana Goyovy přízraky a dvojnásobným držitelem výroční ceny OSA pro nejhranějšího českého autora vážné hudby v zahraničí. Od konce 90. let 20. století se věnuje komponování scénické, filmové a televizní hudby, ale nevyhýbá se ani reklamní tvorbě. Svou hudbu nahrává s Okamžitým filmovým orchestrem, který sám založil.

## Biografie
Varhan Bauer se narodil 21. ledna 1969 do rodiny lékařky a chemika, má sestru Alici. Křestní jméno Varhan má svůj původ z perského Wahram a vybral mu ho otec podle jednoho alchymisty na dvoře Rudolfa II. Matka je původem z Ukrajiny, proto si Varhan později přidal podle svých předků prostřední jméno Orchestrovič. Jako malý hrál už ve dvou letech na piáno a v deseti založil rockovou kapelu. Jeho neobyčejné hudební nadání se projevovalo od dětství, kdy byl schopen reprodukovat na piano písně a hudbu, kterou předtím slyšel poprvé. V dětství hrál na více nástrojů, ale později si vybral varhany, klasické kostelní i Hammondovy.
Vystudoval chemii na tehdejší Střední průmyslové škole chemické v pražské Křemencově ulici a během studia skládal hudbu ke školnímu divadlu. Školu úspěšně ukončil v roce 1987. Již tehdy se věnoval hudbě a skládání. V 90. letech strávil několik měsíců s tehdejší americkou manželkou v Los Angeles, kde načerpal mnoho vědomostí, pracovních zkušeností a inspirace pro svou tvorbu. V Beverly Hills Library si půjčoval nahrávky a videokazety s hudbou, která v Praze tehdy nebyla dostupná, a inspiraci čerpal také v klubech během jam session s místními, většinou jazzovými hudebníky.
Po návratu Varhan úspěšně absolvoval Konzervatoř Jaroslava Ježka v Praze, obory skladba u profesora Antonína Bílého a dirigování u profesora Hynka Farkače. Jako student založil a dirigoval svůj vlastní experimentální 60členný symfonický orchestr „Worchester Scandal“. Realizoval tím vlastní kompozice, v nichž šlo o hledání syntézy stylu, žánru, barev a nálad nejen symfonické hudby, ale i jazzu, funku či rapu.
Během studií pracoval jako orchestrátor pro známé české skladatele – Karla Svobodu, Ondřeje Soukupa, Michala Pavlíčka či Michaela Kocába. Po ukončení studia pracoval jako orchestrátor, aranžér i dirigent filmové a scénické hudby a dlohodobě spolupracoval s kanadským skladatelem českého původu Milanem Kymličkou. Založil si vlastní Okamžitý Filmový Orchestr, s nímž nahrává svou filmovou a komerční hudbu. Kromě studiové práce se toto těleso složené z hudebníků z HAMU a z konzervatoří věnuje koncertní činnosti, zahajuje nebo končí festivaly, otvírá letní kina, hraje duchovní hudbu v kostelech (Roxy 2002, Český Lev 2003, Filmový festival Karlovy Vary 2004, Elsa 2004 aj.).

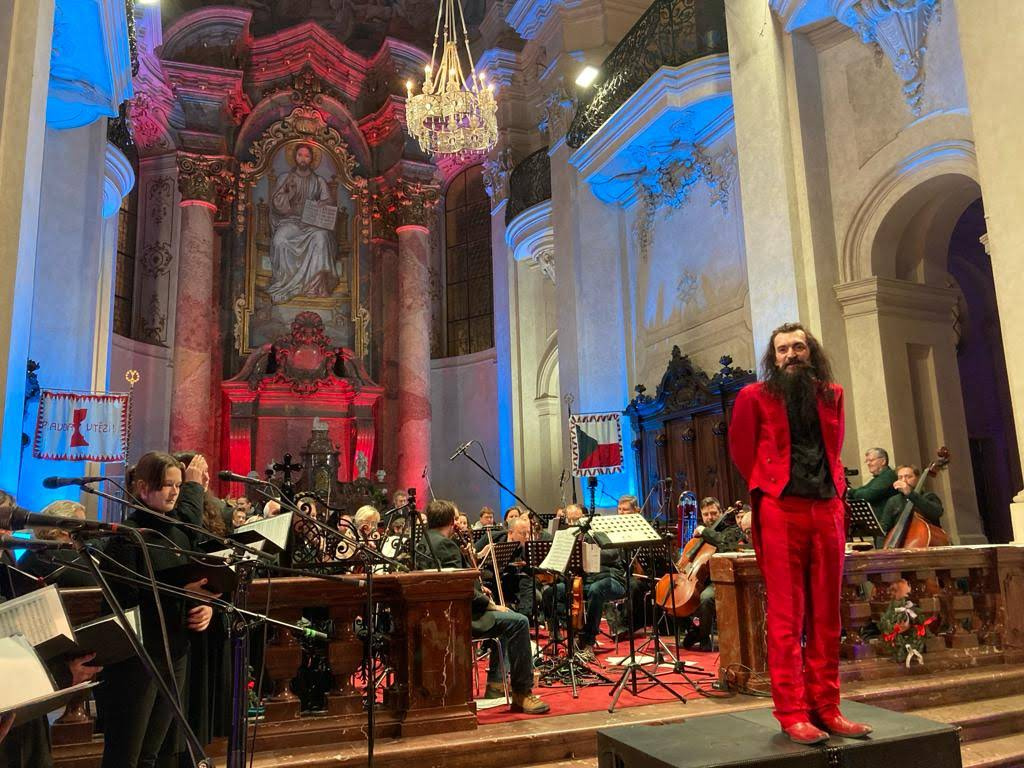
Varhan Orchestrovič Bauer s Okamžitým filmovým orchestrem na vánočním koncertu v kostele sv. Mikuláše na Staroměstském náměstí v Praze dne 21. prosince 2023

Od roku 1991 pořádá Varhan pravidelně se svým orchestrem tradiční Vánoční koncerty, na kterých dává prostor mladým talentům a svým kolegům profesionálům v oboru. V průběhu let byli jeho hudebními hosty například Marta Jandová, Michal Pavlíček, Matěj Ruppert, Jiří Macháček, Slávek Janda, Karel Růžička, Vlasta Redl, Emil Viklický, Erika Fečo, Ondřej Ruml, Michael Kocáb, Roman Tomeš, Jan Kopečný a mnozí další. Stálicí těchto koncertů je Jitka Čvančarová a Alice Bauer.
Kromě komponování filmové a scénické hudby se zabývá také komponováním reklamní, propagační a jiné drobné hudby utilitární povahy a nebojí se experimentovat s jinými žánry. V roce 2004 vytvořil hudbu k dokumentárnímu filmu Český sen režisérů Filipa Remundy a Víta Klusáka. Film o českém fenoménu nakupování se slevou získal mnohá domácí i zahraniční ocenění. Do povědomí české veřejnosti se Varhan vepsal tvorbou hudby k filmu Goyovy přízraky amerického režiséra českého původu Miloše Formana, kterou nahrál ve studiu Abbey Road, kde dirigoval Londýnský symfonický orchestr. Jednu árii ve filmu nazpívala jeho sestra Alice. Varhan je také autorem hudby ke kanadskému rodinnému dobrodružnému filmu Against the Wild (2013), který byl nominován na cenu Emmy. Roku 2014 složil hudbu k mnohokrát oceněnému krátkému 3D animovanému filmu Wildlife Crossing režiséra Anthonyho Wonga.
Na turné české operní divy Evy Urbanové dirigoval Moravskou filharmonii a se Symfonickým orchestrem Českého rozhlasu premiéroval svoji symfonickou větu Trebbia 007. Spolupracoval také s německou zpěvačkou Ute Lemper, s Lucií Bílou, Helenou Vondráčkovou, Leonou Machálkovou, Petrem Dvorským a dalšími významnými interprety. Během své kariéry dirigoval mnohé další české i zahraniční symfonické orchestry: London Symphony Orchestra, Basel Sinfonietta, Symfonický orchestr hlavního města Prahy FOK, Filharmonie Hradec Králové, Filharmonie Bohuslava Martinů, Západočeský symfonický orchestr a Koletova hornická hudba.
Pražské divadlo Jiřího Grossmana uvádělo v letech 1999-2001 jeho muzikál Sněhová královna na libreto L’ubomíra Feldeka. Své sympatie k Václavu Havlovi Varhan projevil zhudebněním jeho básnické sbírky Antikódy do podoby scénického oratoria pro recitátora, smíšený sbor, sólisty a symfonický orchestr. Poprvé zazněly v Pražské křižovatce roku 2006 u příežitosti 70. narozenin Václava Havla. Z jeho další divadelní a scénické tvorby stojí za zmínku hudba k divadelnímu představení Miřenky Čechové Deník Anne Frankové, jež bylo uvedeno mimo jiné i v New Yorku.
V létě roku 2008 proběhla televizními médii zpráva, že Varhan Orchestrovič Bauer pozměnil hudbu a poněkud i text české hymny (kde domov můj → zde domov můj), do níž citlivě zakomponoval hudební motivy našich nejslavnějších skladatelů Antonína Dvořáka, Leoše Janáčka a Bedřicha Smetany. Podle Varhanových slov „bychom už po těch letech mohli vědět, kde bydlíme a být na to hrdí“. Na tuto příležitost si nechal ušít speciální frak v barvách trikolóry od paní Marie Copps.
V letech 2015 a 2022 převzal cenu Ochranného svazu autorského (OSA) „Nejhranější český autor vážné hudby v zahraničí“, která je udělována na základě vyhodnocení množství a četnosti autorových skladeb hraných ve filmu a televizi.
Varhan je velmi kritický ve svých postojích, je perfekcionista, rád provokuje. Dvacet let jezdil trabantem.
Má dva syny, staršího Eliáše Zeraele Bauera, který se mu narodil roku 1995 s jeho tehdejší manželkou Mayou Kvetny. 11. června 2009 uzavřel sňatek se Slovenkou Barbarou Trachtulcovou, se kterou má druhého syna Davida Lva Bauera (narozen 15. ledna 2010). Dále se mu narodila dcera Gina Bella Bauer a vnučka Luna Sofie Bauer od staršího syna Eliáše.
Ve volbách do Evropského parlamentu v červnu 2024 kandidoval jako nestraník na 21. místě kandidátky Svobodných. Strana však získala pouze 1,76 % hlasů, a zvolen tak nebyl.

## Hudba k filmům
- Eliška má ráda divočinu (1999)
- Nic víc než Praha (dokumentární, 2000)
- Český sen (dokumentární, 2004)
- Kniha rekordů Šutky (2005)
- Goyovy přízraky (2006)
- Hodinu nevíš (2009)
- La Chute de la Maison Usher (2012 – symfonická hudba k němému filmu Jeana Epsteina z r. 1928)
- Against the Wild (2013)
- Wildlife Crossing (2014)

## Dirigent
- Holčičky na život a na smrt (1996)
- Pták Ohnivák (1997)
- Jezerní královna (1997)